# Rhorus longicornis
Rhorus longicornis är en stekelart som först beskrevs av Holmgren 1858.  Rhorus longicornis ingår i släktet Rhorus och familjen brokparasitsteklar. Arten är reproducerande i Sverige. Inga underarter finns listade i Catalogue of Life.